# Bandar Baru (Sitellu Tali Urang Jehe)
Bandar Baru is een bestuurslaag in het regentschap Pakpak Bharat van de provincie Noord-Sumatra, Indonesië. Bandar Baru telt 1436 inwoners (volkstelling 2010).